# Oskar Holte
Oskar Vilhelm Holte, född 10 juli 1890 i Hult, Odensjö, död 27 oktober 1960 i Linköping, var en svensk skolman och folkskoleinspektör.
Oskar Holte genomgick 1907–1911 Göteborgs folkskoleseminarium och verkade därefter som folkskollärare och överlärare i Linköping. I början av 1920-talet var han aktiv i den kommunala politiken som socialdemokrat och var  ledamot i stadsfullmäktige 1923–1925 och i drätselkammaren 1920–1925 i Linköping. 
Från december 1940 fram till slutet av 1955 verkade han som kommunal folkskoleinspektör i Linköping, då han bland annat startade försöksverksamhet för grundskola. 
Oskar Holte var son till riksdagsman Johan Persson i Hult och hade tillsammans med makan Naëmi tre barn, däribland Ragnar Holte och Gunnar Holte. Makarna Holte är begravda på Odensjö kyrkogård.